# Bram Weijters
Bram Weijters (* 1980 in Sint-Niklaas) ist ein belgischer Jazzmusiker (Piano, Keyboard, Komposition) des Modern Jazz.

## Leben und Wirken
Weijters besuchte Musikkonservatorien in Antwerpen und Brussel; den Abschluss erwarb er in Jazzpiano, Jazzkomposition und Arrangement. Anschließend arbeitete er in verschiedenen Jazzformationen wie Deep, dem Bram Weijters Quartet und Muze 5; Aufnahmen entstanden mit Dez Mona, den Eef Van Acker Quartet und mit Hamster Axis of the One-Click Panther. Außerdem betätigte er sich als Sessionmusiker in der Hip-Hop-Szene mit Künstlern wie Jerboa, Lefto, Krewcial sowie mit der Rockband Giants of the Air. Gegenwärtig arbeitet er im Quartett mit Todd Clouser, Sébastien Boisseau und Teun Verbruggen. 2015 legte er mit dem Trompeter Chad McCullough das Duoalbum Abstract Quantities (Origin Records) mit Eigenkompositionen vor. Im Bereich des Jazz war er laut Tom Lord zwischen 2008 und 2018 an acht Aufnahmesessions beteiligt, u. a. auch mit Koen Nys, Jaclyn Guillou, Piet Verbist Zygomatik und John Bishop.

## Diskographische Hinweise
- Chad McCullough & Bram Weijters Quartet: Imaginary Sketches (W.E.R.F., 2010)
- Chad McCullough & Bram Weijters Quartet. Urban Nightingale (W.E.R.F./Origin, 2012)
- Chad McCullough & Bram Weijters Quartet: Abstract Quantities (W.E.R.F., 2015)
- Chad McCullough / Bram Weijters: Pendulum (Shifting Paradigm Records 2018)[2]
- Bram Weijters’ Crazy Men: Here They Come (Sdban Ultra, 2019), mit Andrew Claes, Dries Laheye, Sam Vloemans, Steven Cassiers, Vincent Brijs
- Bram Weijters’ Crazy Men: The Return (2021)